# Деституција
Деституција је стање екстремног сиромаштва у коме недостају основна средства за живот, укључујући храну и склониште. Деституција може да доведе до смрти од глади.